# Boussole stratégique
La Boussole stratégique (Strategic Compass) européenne est un document préparé par le Service pour l'action extérieure sur la base des apports fait par les États membres de l'Union européenne. Il a été adopté par le Conseil européen le 25 mars 2022. Il donne à l'Union européenne un plan d'action ambitieux pour renforcer la politique de sécurité et de défense de l'UE d'ici à 2030.

## Objectifs
La Boussole stratégique a pour vocation de consolider la Stratégie globale de l'Union européenne de 2016, et plus largement l'élan donné aux initiatives de sécurité et de défense lancée au niveau européen, tout en fournissant un cadre et en identifiant les liens entre celles-ci. De plus, la Boussole fournit une mise à jour de l'analyse de l'environnement de sécurité de l'Union, vise à en améliorer la compréhension et à fournir des objectifs stratégiques à son action.
L'objectif est également d'en faire un document exhaustif, sans qu'il soit nécessaire de le compléter par d'autres documents, bien qu'une mise à jour régulière doive en être faite.

## Contexte et processus
En juin 2020, le Service européen pour l'action extérieure (SEAE) reçoit la tâche de préparer une boussole stratégique par le Conseil des affaires étrangères.
En novembre 2020, dans le cadre de l'élaboration de la boussole, l'Union a mené sa première « analyse des menaces » : un document de renseignement présenté aux États membres par le Centre de situation et du renseignement de l’Union européenne.
En 2021, une série de dialogues et d'ateliers furent organisées entre le SEAE et les États membres.
L'adoption de la boussole stratégique s'est déroulée durant la présidence française du Conseil de l'Union européenne en 2022. Le texte a été adopté par le Conseil le 25 mars 2022. 

## Analyses

### Engagement des États membres
L'un des principaux points de l'élaboration de la boussole est l'engagement des États membres dans sa préparation afin que ces derniers puissent se l'approprier : par exemple en l'intégrant dans leurs processus de défense nationale, etc..
En décembre 2020, selon l'Institut d'études de sécurité de l'Union européenne, les États membres se sont engagés positivement dans la boussole afin d'assurer suffisamment de volonté politique, de resources et de capacités pour atteindre les ambitions fixées. L'exemple montrant cet engagement est la réalisation de la première « analyse des menaces » de novembre 2020.